# Castelo de Soure
O Castelo de Soure localiza-se na vila, freguesia e município de Soure, Distrito de Coimbra, em Portugal.
Ergue-se no vale do baixo rio Mondego, numa colina baixa, formada por aluviões, na confluência do rio Anços e o rio Arunca, tendo a vila se desenvolvido ao abrigo de seus muros.
Atualmente em ruínas, integrava a linha avançada de redutos defensivos de Coimbra, juntamente com os castelos de Santa Olaia, Miranda do Corvo (já desaparecidos), Montemor-o-Velho, Penela e Lousã.
O castelo foi classificado como Monumento Nacional por Decreto publicado em 5 de Abril de 1949.

## História

### Antecedentes
O rio Arunca foi, até à época medieval, navegável por barcos de pequenos calado entre Soure e Alfarelos). Por aqui se escoavam os produtos da região (trigo, centeio, cevada, azeite, vinho, linho, cânhamo, mel, cera), além da abundância de caça e pesca. Deste modo, a primitiva ocupação humana da região é bastante antiga.
À época da Invasão romana da Península Ibérica, acredita-se que um pequeno destacamento aqui se tenha instalado, para guarnecer a estrada que seguia para Coimbra. Dessa ocupação são testemunho diversas pedras posteriormente aproveitadas para a construção do castelo medieval. O mesmo se pode afirmar para o período posterior, de ocupação pelos Suevos e pelos Visigodos.

### O castelo medieval
Na ausência de informações documentais, discute-se a primitiva fortificação de Soure, erguida à época das lutas da Reconquista cristã: alguns pretendem atribuí-la aos Muçulmanos, por volta do século IX, parecendo mais certo datá-la algum momento do século X, entre 1064 e 1111. Os defensores da primeira data atribuem-na ao Conde Sesnando Davides, a quem Fernando Magno entregou o governo da região após a conquista de Coimbra em 1064. Os defensores da segunda argumentam que integrante dos domínios do Condado Portucalense, visando incentivar o seu povoamento e defesa, o Conde D. Henrique outorgou foral à povoação (1111), iniciando-lhe a defesa casteleira. Há consenso, entretanto, de que o castelo foi erguido às pressas, conforme testemunha o aparelho de seus muros, aproveitando-se dos restos de construções de épocas anteriores, tendo sofrido, em diversas ocasiões, o assalto de forças muçulmanas, não raros na região cuja posse só foi definitivamente assegurada para os cristãos após a conquista de Santarém em 1147, por D. Afonso Henriques (1139-1185).
A medida povoadora do Conde D. Henrique não surtiu maior efeito, uma vez que, em 1116, uma grande ofensiva muçulmana, visando retomar a região de Coimbra, afugentou a população de Soure, que, incendiando a povoação atrás de si, acorreu a refugiar-se em Coimbra. Reza a tradição local que a povoação abandonada tornou-se a partir de então em um antro de feras.
Uma nova iniciativa para o repovoamento de Soure registou-se quando a condessa Teresa de Leão, já viúva, doou os castelos de Soure, Santa Eulália e Quiaios ao conde Fernão Peres de Trava, por permuta com o de Avô (1122). Nesse período, a defesa dos domínios da Vila Nova de Soure e seu castelo foram confiados a Gonçalo Gonçalves, um fidalgo de Viseu, que se destacaria na conquista de Santarém (1147).
Mais tarde,  em 19 de março de 1128, a condessa D. Teresa concedeu à Ordem dos Templários o Castelo de Soure e todas as terras entre Coimbra e Leiria, vindo a constituir nele a segunda sede da Ordem do Templo em Portugal, que anteriormente estava em Fonte Arcada (concelho de Penafiel).
Esse ato foi confirmado no ano seguinte pelo seu filho, então ainda Infante D. Afonso:
"(...) esta doação faço, não por mando, ou persuação de alguém, (...) e porque em a vossa Irmandade sou Irmão (...). Eu o Infante D. Afonso com a minha própria mão roboro esta carta." (excerto da carta de doação de Soure por D. Afonso Henriques à Ordem dos Templários, 13 de Março de 1129).
A ação de expansão dos Templários, entretanto, seria interrompida por uma nova contra-ofensiva muçulmana que, em 1144, tomou Soure, matando ou levando prisioneiros para Santarém muitos dos seus habitantes.
Com a extinção da Ordem, os domínios de Soure e seu castelo passam para a Ordem de Cristo, através de Bula papal de 14 de Março de 1319, constituindo-se de imediato como cabeça de comenda.
Durante a crise de 1383-1385, a povoação e o seu castelo tomaram o partido pelo Mestre de Avis. Datarão do período subsequente, entre o século XV e o XVI, obras de reforma na defesa, conforme o testemunham a configuração das ameias e o segundo registo na torre Sul.

### Do século XIX aos nossos dias
Até ao século XIX o castelo conservou-se na posse da Ordem de Cristo. Neste século, duas torres do castelo foram vendidas por João Ramos Faria a João Lobo Santiago Gouveia, conde de Verride. Ao final do período, em 1880, a Câmara Municipal fez dinamitar a torre Sudoeste, que ameaçava ruir.
Na primeira metade do século XX pertenceu ao poeta Santiago Presado, que, na década de 1940, o colocou à disposição da Câmara Municipal. À época, esta não legalizou a oferta.
Em (1973), o castelo foi colocado à venda em hasta pública pelo valor matricial de 60.480$00, embora a transação não fosse efectuada pelo Estado português.

## Características
Castelo de planície, é um raro exemplar da arquitetura militar proto-românica no país, com vestígios de obras no período gótico e manuelino. De pequenas dimensões, apresenta planta rectangular, em aparelho de alvenaria de pedra rude, tendo sido predominantemente utilizado como residência (alcáçova).
Primitivamente contava quatro torres, uma das quais, a Nordeste, recolhida, e as outras três salientes. Subsistem apenas aquela e a de Sudoeste (dinamitada parcialmente em 1880); a primeira seria a mais forte, provavelmente com a função de Torre de Menagem, com janela rasgada a pleno centro no segundo registro, remontando ao século XV ou XVI, a avaliar pela configuração das ameias.
Acede-se ao pátio de armas do castelo por um portão em arco rasgado junto à torre Nordeste, abrindo-se nesse pano de muralha quatro frestas no primeiro registro e quatro frestas no segundo. A torre Sudoeste apresenta a Norte duas janelas em arco e a Sul duas frestas e uma janela em arco entaipada, ao lado de janela de recorte quadrado.
Com o passar dos séculos, o castelo perdeu o seu carácter defensivo, confundindo-se e envolvendo-se no seguimento do casario. Esse fato retirou-lhe o enquadramento histórico necessário, prejudicando a apreciação do monumento. Junto ao Castelo de Soure, a Leste no exterior, encontram-se as ruínas da Igreja da Nossa Senhora da Finisterra, que seria constituída por uma única nave com quatro colunas que sustentavam o telhado.